# 王峻 (後周)
王峻（902年—953年），字秀峰，相州（今河南安阳东南）人。後周政治人物。
父王丰，官乐营使。王峻善歌唱，镇州节度使张筠很欣赏他的才能，後歸赵岩。赵岩被杀，王峻投靠后唐三司使张延朗。不久，张延朗被杀，王峻归劉知遠。劉知遠稱帝後，拜王峻為客將。官兵馬都監。
漢隱帝元年（948年），河中節度使李守貞等反叛，被樞密使郭威與王峻的大軍擊敗，王峻以功升至宣徽北院使。後周建國後，封王峻為樞密使，兼同中書門下平章事。郭威對王峻百依百順，從不違逆。王峻日益驕縱，要求兼任青州節度使，又要求罷免宰相李谷、范質。周太祖想把柴榮調到京師時，王峻等群起反對。郭威流淚對馮道等大臣說，王峻欺負我。廣順三年（953年），王峻被貶商州（今陕西商州），不久以腹疾卒於商州。王殷也被處死。王峻妻和長子死於佑之亂。

## 延伸阅读
[在维基数据编辑]
 《新五代史·卷50》，出自歐陽修《新五代史》